# Paujetka
Paujetka (en rus: Паужетка) és un poble (un possiólok) del krai de Kamtxatka, a Rússia, que el 2021 tenia 78 habitants. Pertany al districte d'Ust-Bolxeretsk.